# Línea Confederación
La Línea Confederación (en francés: Ligne de la Confédération), también llamada O-Train Line 1 (en francés: Ligne 1 de l'O-Train), es una línea de tren ligero operada por OC Transpo en Ottawa, Ontario, Canadá. Se inauguró el 14 de septiembre de 2019 y es la segunda línea del O-Train. Opera en una ruta de este a oeste, con un segmento debajo de Queen Street en el centro de la ciudad, que complementa la línea Trillium de norte a sur que opera al oeste del centro de la ciudad. Usando tecnología y material rodante de tren ligero, la Línea Confederación está completamente separada del nivel.
El proyecto fue aprobado por el Ayuntamiento de Ottawa y el contrato se adjudicó en diciembre de 2012. La construcción comenzó en 2013. Con un costo de poco más de 2100 millones de dólares canadienses, la primera etapa de la línea fue el proyecto de infraestructura más grande adjudicado en la historia de la ciudad antes de ser superado por la extensión de la etapa 2 de la línea, que costará 4660 millones de dólares.

## Historia

### Construcción
La línea fue aprobada por unanimidad por el Ayuntamiento el 19 de diciembre de 2012, tras muchos años de debate sobre una red de tránsito rápido para la ciudad. Representa la fase inicial de la red y se implementará a través de un acuerdo de diseño, construcción, financiamiento y mantenimiento de 30 años con Rideau Transit Group Es operado por vehículos de tren ligero, Alstom Citadis Spirit.
A mediados de abril de 2015, OC Transpo publicó una lista de cambios en las rutas de autobús como resultado del cierre de Transitway entre la estación Hurdman y la estación Blair. Como resultado del cierre, se crearon muchas rutas nuevas, como la ruta 91, y se están modificando las rutas existentes, sobre todo las rutas 61, 62, 94 y 95. Muchas rutas utilizarán nuevos carriles exclusivos para autobuses en la autopista 417, y varias otros serán alterados o acortados para evitar servir al área de construcción. Los cambios están destinados a brindar un servicio adicional a quienes se encuentran en las áreas afectadas por el cierre de Transitway y para evitar tantos retrasos como sea posible mientras avanza la construcción de la Confederation Line. Un proyecto paralelo en la carretera 417 se completó en 2016.
El 8 de junio de 2016, se abrió un sumidero en medio de la calle Rideau cerca de su intersección con Sussex Drive, 25 metros (82 pies) por encima de la construcción del túnel, tragando tres carriles de la calle y una camioneta estacionada. El colapso obligó a la evacuación del Centro Rideau y al cierre de varias calles y negocios locales; nadie resultó herido ni muerto, pero el túnel casi terminado se inundó, sumergiendo un minador puntual. Se completaron las reparaciones, y la ciudad fue absuelta de cualquier irregularidad.

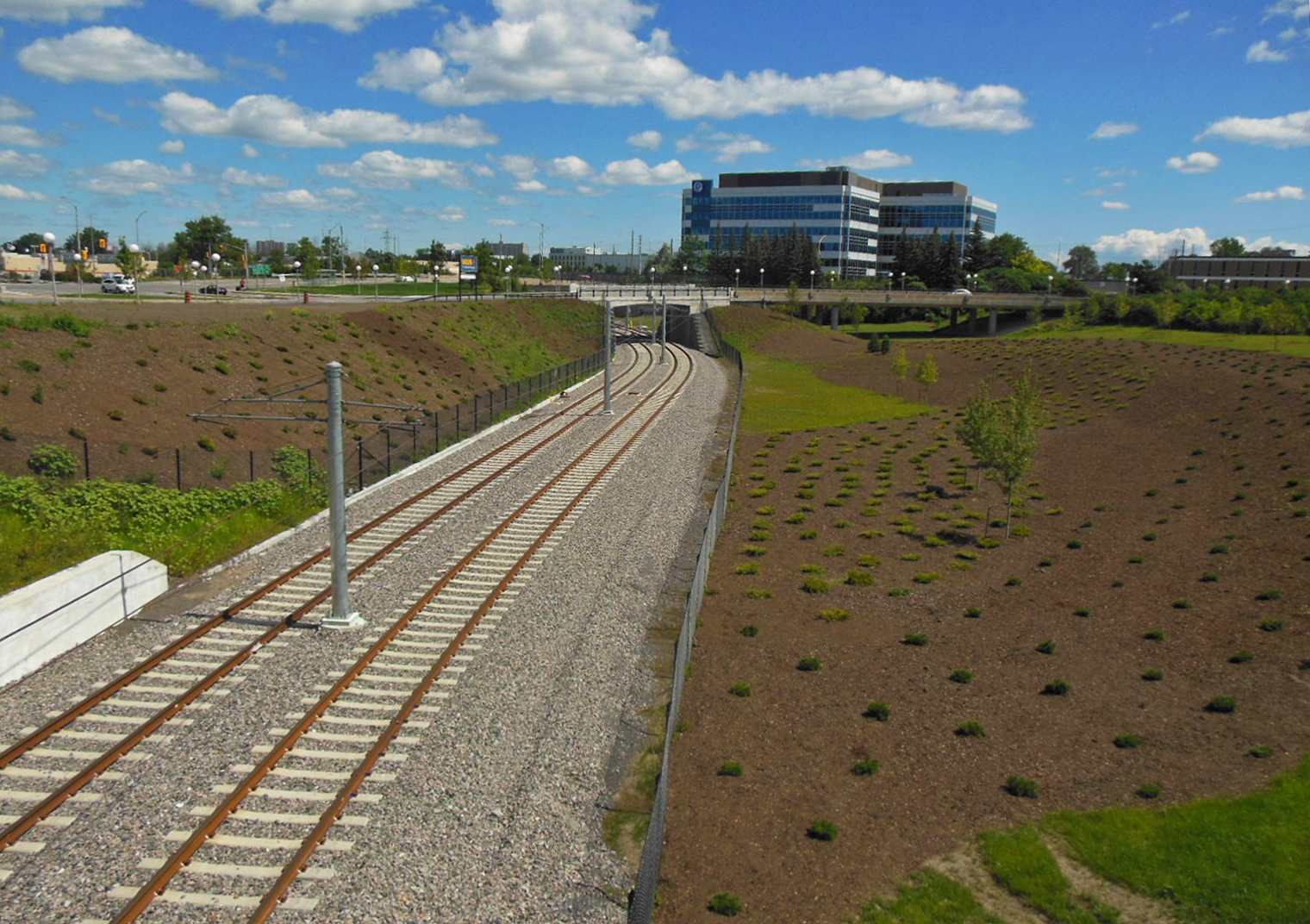
Vías completadas de línea confederación en agosto de 2017.

Las pruebas del material rodante de la línea comenzaron a fines de 2016 y se planificó que continuaran durante la mayor parte del año siguiente antes de que la línea alcanzara la disponibilidad del servicio de ingresos el 24 de mayo de 2018, seguido de pruebas, aceptación y apertura de la línea para el público. Cuando no se pudo cumplir con la fecha límite de mayo de 2018, se anunció que la línea se abriría al público en noviembre de 2018. En septiembre de 2018, se anunció que la línea no se abriría en noviembre de 2018 y, en cambio, se abriría a principios de 2019. En marzo de 2019, esto se retrasó hasta algún momento entre abril y junio de 2019. En mayo de 2019, la apertura de la línea fue nuevamente retrasado, hasta el tercer trimestre de 2019, debido a preocupaciones sobre las operaciones de trenes. Rideau Transit Group no completó las pruebas ni entregó el sistema antes de la fecha límite revisada del 16 de agosto de 2019, la cuarta vez que RTG no cumplió con una fecha límite que había revisado con la ciudad. OC Transpo anunció el 23 de agosto de 2019 que RTG había completado las pruebas y que la línea se abriría al público el 14 de septiembre de 2019.
El 10 de marzo de 2020, el Ayuntamiento de Ottawa emitió un aviso de incumplimiento a RTG, enumerando las fallas y problemas con la línea y su operación. Entre los problemas citados se encontraban la escasez de trenes durante las horas pico, un incendio en una instalación de mantenimiento, calefacción inadecuada de los vagones del operador del tren y piezas de vehículos sueltas, lo que provocó daños en los transpondedores.
El 30 de noviembre de 2022, una investigación pública dirigida por el juez William Hourigan emitió un informe en el que criticaba tanto a los políticos de la ciudad como al consorcio Rideau Transit Group por problemas en la construcción e implementación de la línea. Hourigan descubrió que los plazos del proyecto no eran realistas con fechas inalcanzables, y que la información sobre los problemas de las pruebas no se divulgaba ni al consejo de la ciudad (aparte del entonces alcalde Jim Watson) ni al público. Hourigan también hizo 103 recomendaciones para solucionar problemas, incluida una recomendación de que la provincia investigue cómo desarrollar habilidades y capacidades para ejecutar grandes proyectos municipales.

### Etapa 2
En noviembre de 2013, la ciudad de Ottawa publicó su nuevo plan maestro de transporte, que incluía planes para construir 35 kilómetros (22 millas) de nuevo tránsito rápido y 19 nuevas estaciones. Esto también incluyó planes para extender la línea confederación hacia el oeste hasta la estación Bayshore y la estación Baseline, y hacia el este hasta la estación Place d'Orleans. 

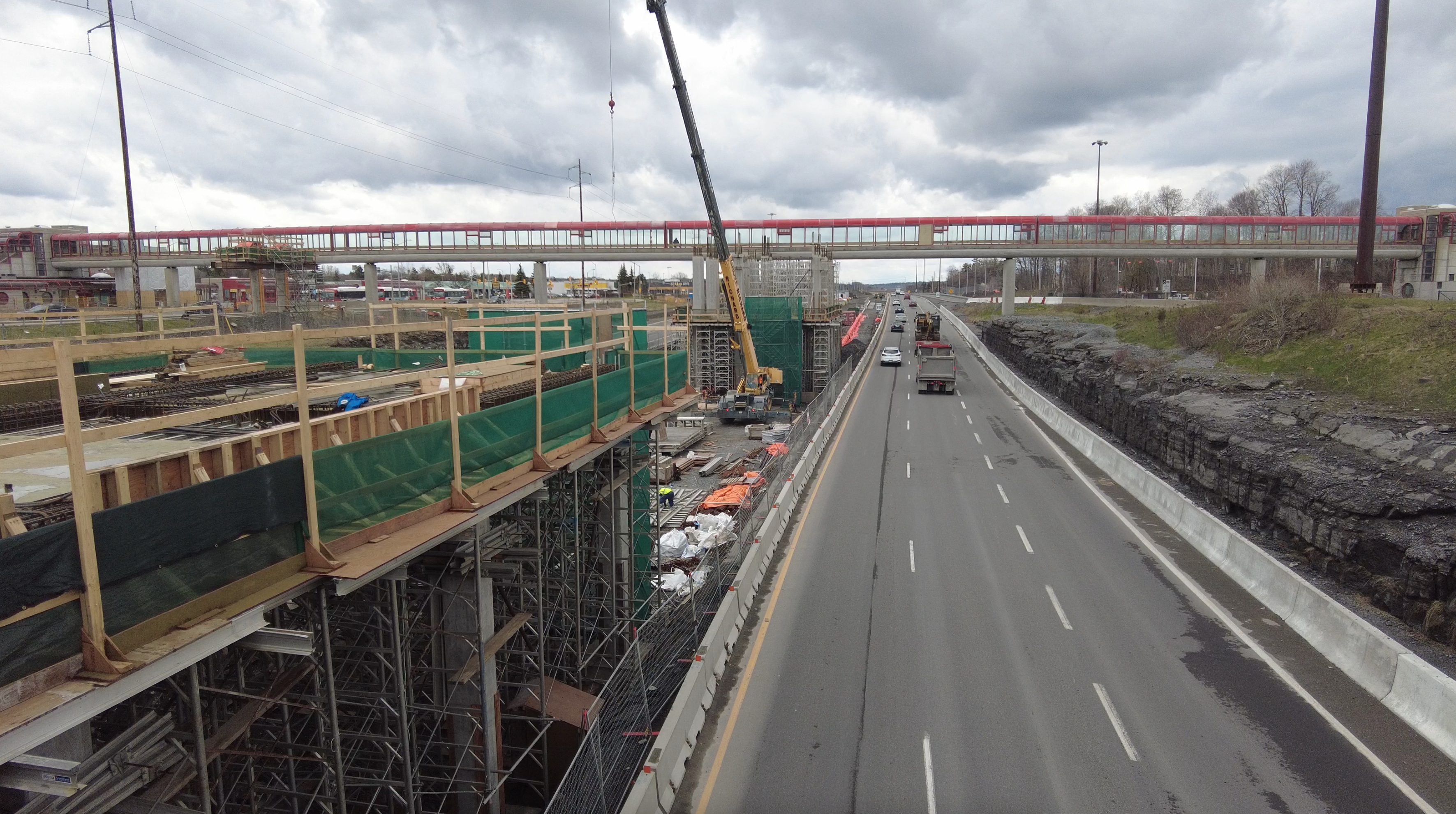
Construcción de la estación de Place d'Orleans en 2022.

En julio de 2015, la ciudad publicó un informe funcional sobre la expansión del sistema de la Etapa 2,  que agregó planes para extender la línea confederación hacia el este desde la estación Place d'Orleans hasta la estación Trim. En febrero de 2017 se anunció una extensión hacia el oeste hasta Moodie Drive desde la estación Bayshore. Esto totaliza una extensión de 11 estaciones, 15 kilómetros (9,3 millas) hacia el oeste y 5 estaciones, 12 kilómetros (7,5 millas) hacia el este. La Etapa 2 agregará una nueva instalación de mantenimiento y almacenamiento de luz a lo largo de Corkstown Road, al oeste de la estación Moodie.
La construcción comenzó en el segundo trimestre de 2019, cuando la línea inicial entró en funcionamiento. El sistema completo estaría operativo para 2026, con la extensión este a Trim operativa para 2025. La construcción está actualmente en curso para implementar el plan de la ciudad para abordar la brecha actual en el servicio entre la estación Dominion y la estación Lincoln Fields, donde los autobuses viajan en Kichi Zibi Mikan un poco más de 4 kilómetros (2,5 millas) sin parar. El plan exige enterrar los trenes durante la mayor parte de la ruta, creando una alineación más corta y recta. La nueva ruta también incluirá dos nuevas estaciones LRT en un área urbana con oportunidades de intensificación.

## Material rodante
El consorcio ganador del proyecto, RTG, otorgó a Alstom un contrato para proporcionar 34 LRV Citadis Spirit. Fue el primer pedido de la compañía de vehículos ferroviarios ligeros modernos en América del Norte, compitiendo directamente con modelos similares como el Siemens S70. Derivados del tren-tranvía Citadis Dualis anterior utilizado en Europa, se fabricaron en la planta de Alstom en Hornell, Nueva York, y el montaje final tuvo lugar en el Patio de Belfast en Ottawa.

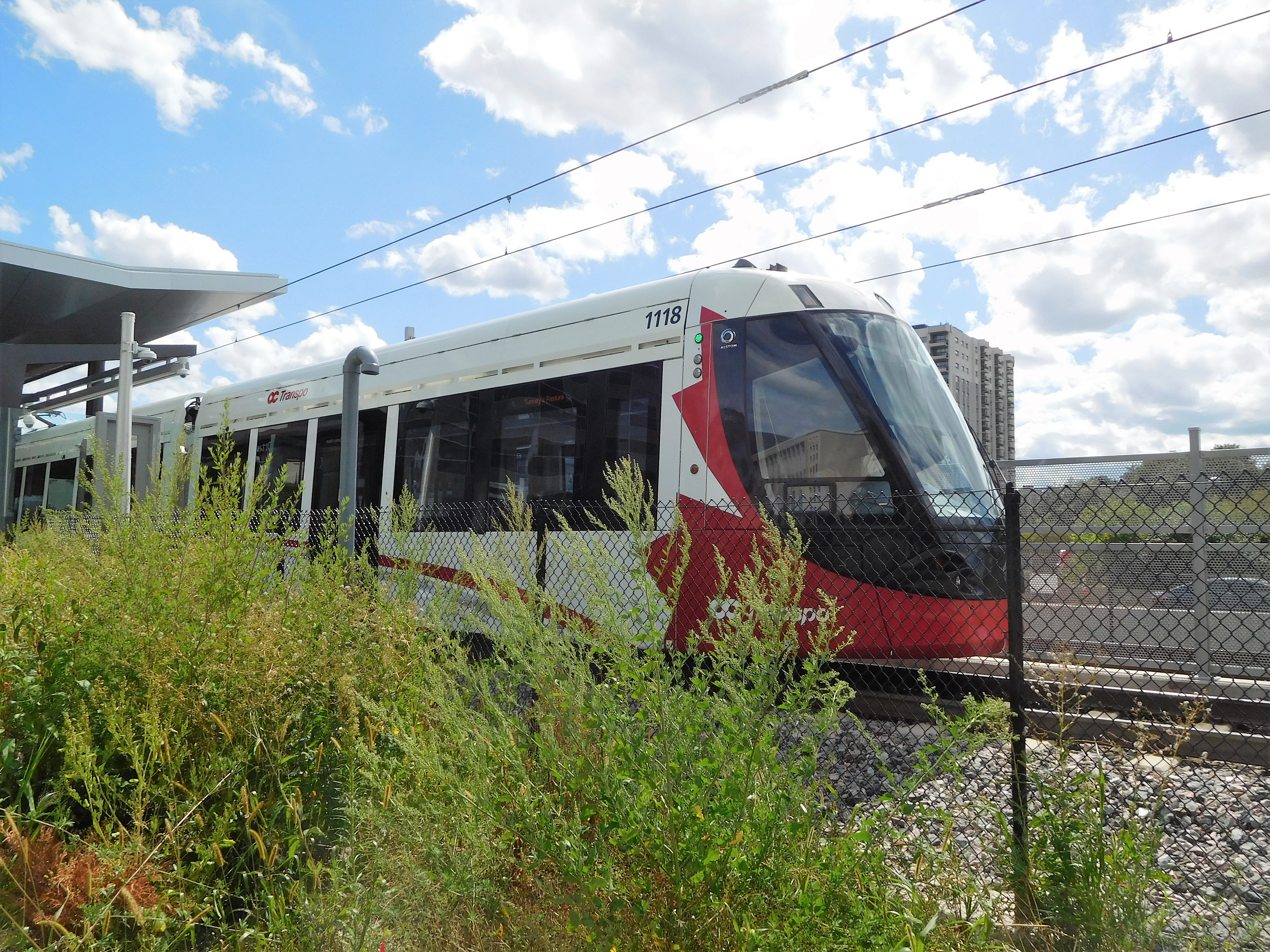
Tren Citadis Spirit cerca de la estación uOttawa.

La velocidad máxima de los vehículos es de 105 kilómetros por hora (65 mph), aunque la velocidad operativa en las partes urbanas de la línea es de 80 kilómetros por hora (50 mph).
La señalización en la línea es manejada por el Sistema CBTC SelTrac de Thales.
Como parte de un concurso organizado por OC Transpo, a cada juego de trenes (tanto en línea Confederación como en la línea Trillium) se le dio un nombre relacionado con la historia local o canadiense. La ciudad ordenó 38 vehículos Citadis Spirit adicionales como parte del proyecto de extensión de la Etapa 2 y el ensamblaje comenzó a principios de 2019.[31] Originalmente, los 38 vehículos debían ensamblarse en Ottawa como el pedido original; sin embargo, en julio de 2019, Alstom anunció que trasladaría el ensamblaje de los últimos 25 vehículos de este pedido a su nueva planta en Brampton. A partir de julio de 2021, cinco de estos vehículos ya se habían agregado a la flota operativa de servicios de ingresos con varios otros en diversas etapas de producción y aceptación; los números más recientes también incluyen 7 pruebas en línea y 11 en espera de pruebas en línea. Cada uno de los 38 vehículos adicionales se agregará a la flota activa de Línea confederación a medida que se completen.

## Accidentes e incidentes
- 8 de agosto de 2021: un tren vacío descarriló mientras cambiaba de vía después de salir de Tunney's Pasture después de que uno de los diez ejes se descarrilara. No hubo heridos.[28][29] Los técnicos creen que el descarrilamiento fue causado por una conexión floja de una rueda a su eje que provocó un desgaste excesivo y una eventual falla. Una inspección de la flota mostró que otros nueve vehículos tenían el mismo problema.[30]
- 19 de septiembre de 2021: un tren con pasajeros descarriló antes de ingresar a la estación de Tremblay después de que dos ejes se desprendieron del segundo automóvil. Después de salir de la estación de Tremblay en estado de descarrilamiento, el tren aumentó la velocidad a unos 35 kilómetros por hora (22 mph), cruzó un puente sobre Riverside Drive, chocó contra un mástil de señales y cambió la calefacción, y finalmente se detuvo entre la estación de Tremblay y Hurdman. estación que utiliza el frenado de emergencia iniciado por el tren.[31] No hubo heridos.[32][33] Se identificó que la causa del descarrilamiento fue un perno mal apretado en la caja de cambios del tren.[34]
- 24 de julio de 2022: aproximadamente a las 11:15 p. m., un rayo cayó sobre el sistema de catenaria aérea y derribó 900 metros (3000 pies) de cable cerca de la estación de Lees. El servicio de trenes entre las estaciones de Rideau y St. Laurent se interrumpió durante cuatro días y medio.[35][36]
- 17 de julio de 2023: después de que se descubriera un problema con un cojinete del eje en un LRV, toda la Línea se cerró durante 5 días mientras toda la flota se sometía a una inspección de emergencia.[37]